# Gezondheidsraad
De Gezondheidsraad (GR) is een Nederlands onafhankelijk wetenschappelijk adviesorgaan met als wettelijke taak regering en parlement te adviseren over vraagstukken op het gebied van de volksgezondheid en het gezondheids(zorg)onderzoek. De raad is een "vast college van advies en bijstand aan de regering" ingevolge art. 79 van de Grondwet en wordt ingesteld op grond van artikel 21 van de Gezondheidswet.
De Gezondheidsraad brengt jaarlijks ongeveer 25 adviezen uit voor de regering en de Tweede Kamer, gebaseerd op de laatste wetenschappelijke inzichten rond (volks)gezondheid en gezondheidszorg. Medisch specialisten, voedings-, veiligheids- en milieudeskundigen, juristen, ethici en andere specialisten die lid zijn van de Gezondheidsraad, of van een tijdelijk door de raad ingestelde commissie, adviseren op basis van de stand van de wetenschap. Zij zijn over het algemeen werkzaam (geweest) bij een universiteit, universitair medisch centrum of onderzoekinstelling.

## Geschiedenis
De geschiedenis van de Gezondheidsraad gaat terug tot 1902. In dat jaar werd krachtens de eerste Gezondheidswet (1901) de Centrale Gezondheidsraad ingesteld. De eerste Gezondheidswet regelde de instelling van een Staatstoezicht op de Volksgezondheid, dat inspecties uitvoerde. De Centrale Gezondheidsraad moest hieraan leiding geven. Die raad, bestaande uit de hoofdinspecteurs van het Staatstoezicht en particuliere deskundigen, kreeg daarnaast de taak de regering van advies te dienen.
In de daarop volgende jaren bleek dat de dubbele taak– besturen én adviseren – voor problemen zorgde. De Centrale Gezondheidsraad adviseerde adequaat, maar faalde als bestuursorgaan. In 1919 bracht de tweede Gezondheidswet verandering: de regering nam zelf de leiding van het Staatstoezicht in handen en de Centrale Gezondheidsraad zou voortaan alleen nog advies uitbrengen. Vanaf dat moment bestond deze uit wetenschappers en vertegenwoordigers van maatschappelijke en beroepsorganisaties. De naam werd kortweg Gezondheidsraad. De adviezen aan de regering konden zowel maatschappelijke als wetenschappelijke vraagstukken betreffen.
De Gezondheidsraad begon zich echter steeds meer als wetenschappelijk adviescollege te profileren: de belangenvertegenwoordigers in de raad kwamen in toenemende mate buitenspel te staan. Kort na de Tweede Wereldoorlog leidde dit tot de instelling van de Centrale Commissie voor de Volksgezondheid – tegenwoordig de Raad voor Volksgezondheid en Samenleving – als maatschappelijk college van advies voor de regering. In 1956 kreeg de Gezondheidsraad formeel erkenning als wetenschappelijk adviesorgaan.
In 1997 werd de Gezondheidswet wederom herzien, waaronder een herziening van het stelsel van adviescolleges van de Nederlandse regering. Het aantal adviesorganen werd drastisch verkleind. De Voedingsraad ging op in de Gezondheidsraad. Een herziening van de Gezondheidswet betekende bevestiging én versterking van de positie van de Gezondheidsraad als wetenschappelijk adviescollege in het overheidsbestel. De Gezondheidsraad kreeg nu de taak om niet alleen de regering, maar ook het parlement in te lichten over de stand van de wetenschap op het gebied van de volksgezondheid. Dit werkterrein omvat van oudsher ook onderwerpen als voeding, milieubescherming en arbeidshygiëne. Later kwam daar nog de beoordeling van vergunningaanvragen voor geneeskundig bevolkingsonderzoek bij.
Een laatste verbreding van het werkterrein vond plaats in 2008, toen de Raad voor Gezondheidsonderzoek en de Gezondheidsraad werden samengevoegd. Sindsdien heeft de raad als wettelijke taak de regering en het parlement te adviseren op het gebied van de volksgezondheid en het gezondheids(zorg)onderzoek.

## Werkterreinen
De Gezondheidsraad heeft zijn werkterrein onderverdeeld in zes domeinen:
- Zorg: advisering over relevante wetenschappelijke ontwikkelingen rond de kwaliteit, veiligheid, en doelmatigheid van medische zorg. Ook ethische kwesties vallen onder dit domein.
- Vaccinaties en screening: advisering vaccinaties en over bevolkingsonderzoek en screening.
- Voeding: gezondheidsrisico’s van een teveel of een tekort aan macronutriënten (koolhydraten, eiwitten en vetten) en micronutriënten (vitamines, mineralen, sporenelementen); de relatie tussen voeding en ziekten (obesitas, diabetis, eetstoornissen); de relatie tussen productiemethoden van voedsel en de gezondheidsrisico’s en -voordelen voor de consument. De Gezondheidsraad publiceert eens in de tien jaar de Richtlijnen goede voeding voor de algemene bevolking en daarnaast voor specifieke doelgroepen zoals zwangere vrouwen, mensen met obesitas of mensen met hart- en vaatziekten.
- Leefomgeving: advisering over de ontwikkelingen in de wetenschap en beoordeelt of blootstelling aan bepaalde milieufactoren en omgevingsfactoren schadelijk is voor de gezondheid. Dat betreft onder meer luchtverontreiniging, (elektromagnetische) straling, geluid en chemische stoffen. De raad besteedt daarbij ook aandacht aan de gezondheidsverschillen die kunnen optreden doordat de mate van blootstelling aan milieufactoren niet gelijk verdeeld is over de bevolking. Ook kansen voor een gezondere leefomgeving, bijvoorbeeld door ruimtelijke inrichting, komen aan bod.
- Leefstijl en gezondheidsgedrag: binnen dit domein gaat het om vraagstukken rond de invloed van leefstijl en gedrag op de gezondheid, zoals roken, gebruik van alcohol en drugs, ongezond voedingspatroon en voldoende beweging.
- Arbeidsomstandigheden: Een vaste taak is advisering over de schadelijkheid van stoffen waaraan mensen tijdens hun werk kunnen worden blootgesteld. De raad doet voorstellen om stoffen in te delen in specifieke gevarencategorieën en doet aanbevelingen voor gezondheidskundige advieswaarden. Ook adviseert de raad over vaccinatie van werknemers tegen infectieziekten.

## Organisatie en werkwijze
De Gezondheidsraad levert wetenschappelijke ondersteuning voor de beleidsontwikkeling van ministeries. De Gezondheidsraad brengt – zowel gevraagd als op eigen initiatief – de stand van wetenschap in kaart. De raad weegt de mogelijkheden voor het doelmatig verbeteren van de volksgezondheid. Dit is een complexe taak omdat onderzoekers vaak met uiteenlopende resultaten komen en gegevens niet altijd gemakkelijk te duiden zijn. Om recht te doen aan deze complexiteit zijn in de Gezondheidsraad zo’n 100 deskundigen verzameld, die ingezet worden bij het beantwoorden van adviesvragen vanuit verschillende ministeries en soms vanuit de Eerste of Tweede Kamer. Een advies komt doorgaans tot stand in een commissie - die wordt geformeerd o.b.v. de adviesvraag en bestaat uit raadsleden plus deskundigen die gespecialiseerd zijn op het terrein in kwestie - en is pas definitief na toetsing in de beraadsgroep van de Gezondheidsraad. Daarna wordt het advies aangeboden aan de betreffende minister of staatssecretaris. 
Naast de beraadsgroep en tijdelijke commissies (die speciaal ingesteld worden voor de beantwoording van een bepaalde adviesvraag) heeft de Gezondheidsraad ook enkele vaste commissies, die verantwoordelijk zijn voor de advisering over geregeld terugkerende thema’s. Die vaste commissies zijn:
- Bevolkingsonderzoek (BVO)
- Ethiek en recht
- Gezondheid en beroepsmatige blootstelling aan stoffen (GBBS)
  - Subcommissie Classificatie carcinogene (kankerverwekkende) stoffen
  - Subcommissie Classificatie reproductietoxische stoffen
- Screening rond zwangerschap en geboorte
- Signalering gezondheid en milieu
- Vaccinaties
  - Subcommissie Vaccinatie werknemers
- Voeding

De raad wordt geleid door een voorzitter en een vicevoorzitter (in deeltijd), en wordt ondersteund door een secretariaat met een wetenschappelijke staf, een afdeling bedrijfsvoering en een afdeling communicatie & redactie. Het secretariaat staat onder leiding van een directeur-algemeen secretaris. De raad is onafhankelijk en legt verantwoording af aan de minister met de portefeuille voor volksgezondheid binnen de Rijksoverheid, de minister van Volksgezondheid, Welzijn en Sport (VWS). Het secretariaat van de Gezondheidsraad valt onder het ministerie van VWS. 
Deskundigen in de beraadsgroep en de vaste commissies van de Gezondheidsraad zijn allen lid van de Gezondheidsraad (bij Koninklijk Besluit voor een periode van 4 jaar). Leden van tijdelijke commissies zijn lid gedurende de tijd die nodig is voor het opstellen van het betreffende advies. Elk lid wordt op persoonlijke titel gevraagd, op grond van wetenschappelijke of ervaringsdeskundigheid. Voorafgaand aan hun toetreding vullen zij een belangenverklaring in.

## Adviezen
De meeste adviezen die de Gezondheidsraad uitbrengt worden geschreven op verzoek van een van de bewindslieden. Met enige regelmaat brengt de Gezondheidsraad ook ongevraagde adviezen uit, die een signalerende functie hebben. In sommige gevallen leidt een signalerend advies tot het verzoek van een minister om over dit onderwerp verder te adviseren. Signalerende adviezen over Ethische en juridische aspecten brengt de Gezondheidsraad uit in samenwerking met de Raad voor Volksgezondheid en Samenleving (RVS) vanuit het Centrum voor Ethiek en Gezondheid (CEG).

## jongGR

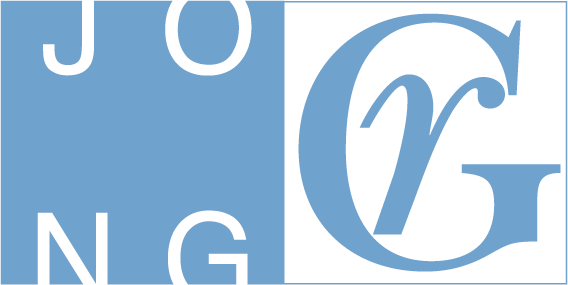
Logo jongGR

In 2011 richtte de Gezondheidsraad een jonge Gezondheidsraad (jongGR) op. JongGR is een netwerk van vooraanstaande wetenschappers op het brede terrein van de volksgezondheid. Via de Jonge Gezondheidsraad (jongGR) worden jonge wetenschappers betrokken bij het werk van de raad, bijvoorbeeld met consultaties rond actuele adviesonderwerpen, workshops, of thematische bijeenkomsten waarbij jonge wetenschappers in contact komen met andere wetenschappers en beleidsambtenaren. 
Jonge onderzoekers zijn welkom bij jongGR wanneer ze (bijna) gepromoveerd zijn en zich nog in een vroege fase van hun wetenschappelijke carrière bevinden (maximaal 10 jaar na de promotie), en voor een universiteit of andere non-profitorganisatie werken, of beleidsmedewerker bij de overheid zijn.